# آنتونی زامبرانو
آنتونی زامبرانو (انگلیسی: Anthony Zambrano؛ زادهٔ ۱۷ ژانویهٔ ۱۹۹۸) دونده اهل کلمبیا است.
وی در مسابقات کشوری و بین‌المللی در مجموع برندهٔ ۱ مدال نقره شده‌است.